# Rui Gouveia
Rui Augusto Jardim Gouveia (Joanesburgo, 17 de abril de 1975) é um prelado português da Igreja Católica, desde 2025 é bispo auxiliar do Patriarcado de Lisboa.

## Biografia
Nascido em Joanesburgo, na África do Sul, Rui Augusto Jardim Gouveia é filho de uma família de emigrantes madeirenses, naturais de São Jorge, Concelho de Santana, freguesia que assume como sua terra de origem. Quando os seus pais regressaram à Ilha da Madeira, frequentou a Escola Primária de São Jorge e a Escola Básica e Secundária D. Manuel Ferreira Cabral, em Santana, até 1991; após concluir o Secundário, no Funchal, obteve a licenciatura em Química Tecnológica na Faculdade de Ciências da Universidade de Lisboa.
Ingressou no Seminário Maior de São Paulo de Almada, na Diocese de Setúbal. Completou o Mestrado Integrado em Teologia na Universidade Católica Portuguesa. Recebeu a ordenação presbiteral em 6 de julho de 2008, sendo incardinado na Diocese de Setúbal. Entre 2009 e 2011, Gouveia frequentou a especialidade em Espiritualidade Bíblíca na Universidade Pontifícia Comillas, em Madrid, onde estudou também Teologia Catequética, mas na Universidade San Dámaso. 
Iniciou o seu ministério pastoral como vigário paroquial da Paróquia do Divino Espírito Santo no Montijo (2008-2009) e colaborador do Pré-Seminário (2008-2009). Depois dos seus estudos em Madrid, Padre Rui foi nomeado diretor do Pré-Seminário (2011-2019). Em 2012, durante alguns meses, foi também administrador paroquial da Paróquia de São Jorge, em Sarilhos Grandes, e do Santuário de Nossa Senhora da Atalaia.
De 2014 a 2017 foi Prefeito do Estudos do Seminário Maior de São Paulo, em Almada, do qual passou a ser Reitor de 2017 a 2024. Desempenhou ainda os seguintes cargos: Diretor do Secretariado Diocesano da Pastoral Vocacional (2008-2024), do Secretariado Diocesano da Catequese para a Infância e Adolescência (2011-2024) e do Secretariado Diocesano da Catequese de Adultos (2012-2024); Capelão do Externato Frei Luís de Sousa (2016-2024); Presidente da Comissão de Estudos para o Diaconado Permanente (2018-2024); e Membro do Colégio de Consultores (2019-2024). Com a nomeação de Dom Fernando Maio de Paiva como bispo de Beja, é nomeado vigário-geral da Diocese.
Em 10 de dezembro de 2024, o Papa Francisco o nomeou bispo auxiliar do Patriarcado de Lisboa, com a dignidade de bispo titular de Aradi. Recebeu sua ordenação episcopal na Igreja de São Vicente de Fora, em Lisboa, no dia 16 de fevereiro de 2025, do Patriarca de Lisboa, D. Rui Manuel Sousa Valério, S.M.M., coadjuvado pelo cardeal D. Américo Manuel Alves Aguiar, bispo de Setúbal, e por D. Gilberto Canavarro dos Reis, bispo emérito de Setúbal.
É o décimo sétimo bispo de origem madeirense, sendo o segundo procedente da localidade de São Jorge, de onde é também oriundo o cardeal D. Teodósio Clemente de Gouveia.